# Ivesia jaegeri
Ivesia jaegeri är en rosväxtart som beskrevs av Philip Alexander Munz och I. M.Johnston. Ivesia jaegeri ingår i släktet Ivesia och familjen rosväxter. Inga underarter finns listade i Catalogue of Life.